# Sabine Hänsgen
Sabine Hänsgen (* 18. Oktober 1955 in Düsseldorf) ist eine deutsche Slavistin, Medienwissenschaftlerin, Konzeptkünstlerin, Übersetzerin und Kuratorin. Sie  publizierte auch unter dem Pseudonym Sascha Wonders.

## Leben und Werk

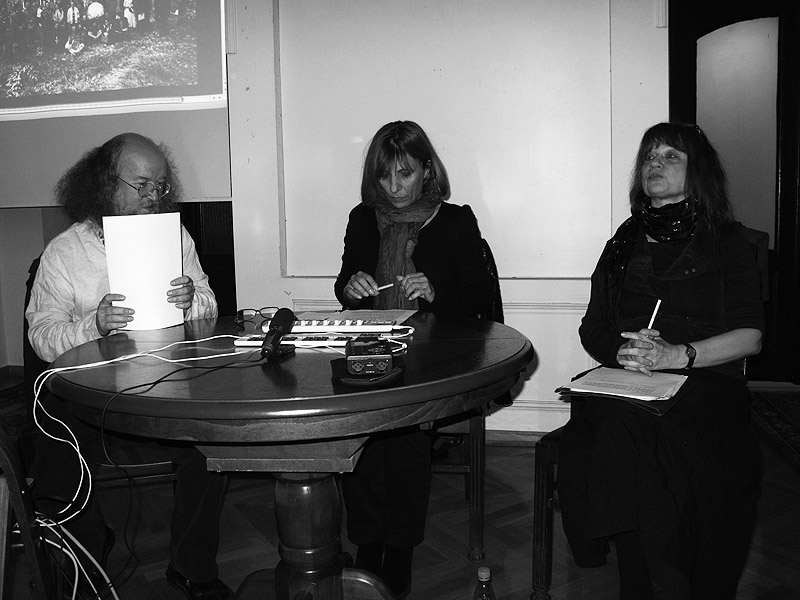
Sabine Hänsgen (rechts) bei einer Performance in Belgrad, 2011

Sabine Hänsgen studierte Slavistik, Geschichte und Kunstgeschichte an der Ruhr-Universität Bochum. Nach dem Studium erhielt sie ein Stipendium des DAAD zum Aufenthalt an der Moskauer Filmhochschule VGIK. 1990 wurde sie mit einer Arbeit zur Geschichte des sowjetischen Films promoviert. In Forschung und Lehre war sie an folgenden Universitäten tätig: Ruhr-Universität Bochum (Lotman-Institut für russische und sowjetische Kultur), Universität Bielefeld (Fakultät für Linguistik und Literaturwissenschaft, Sonderforschungsbereich „Das Politische als Kommunikationsraum in der Geschichte“), Universität Bremen (Forschungsstelle Osteuropa), Universität Köln (Kulturwissenschaftliches Forschungskolleg „Medien und kulturelle Kommunikation“), Universität Basel (Slavisches Seminar), Humboldt-Universität zu Berlin (Institut für Slawistik), Universität Zürich (EU-Projekt „Performance Art in Eastern Europe“), Gastdozentur des Deutschen Übersetzerfonds an der Universität Potsdam (Institut für Slavistik).
Die Forschungsschwerpunkte ihrer wissenschaftlichen Arbeit sind Mediengeschichte, Avantgarde / Postavantgarde, Kulturen der totalitären Epoche, Performance, Samizdat und intermediale Ästhetik. Eine Auswahl von Hänsgens Sammlungen zu Konzeptkunst aus der Sowjetunion befindet sich im Archiv der Forschungsstelle Osteuropa an der Universität Bremen.
Daneben ist Sabine Hänsgen unter dem Pseudonym Sascha Wonders (gemeinsam mit Georg Witte alias Günter Hirt) als Übersetzerin und Herausgeberin im Bereich Moskauer Konzeptualismus und als Kuratorin hervorgetreten.

„Within this group culture, performances stimulated exchange between those who were active in various media - between fine artists, musicians, writers, theorists, and critics. However, it was not simply a matter of intensifying social contact; rather, the communicative processes within the scene were stylized into an aesthetic event.“

Seit 1985 ist Sabine Hänsgen (Сабина Хэнсген) Mitglied der Moskauer Performance-Gruppe „Kollektive Aktionen“ (Коллективные действия), die dem Moskauer Konzeptualismus zugerechnet wird; beides wesentlich durch Andrei Wiktorowitsch Monastyrski geprägt. Seit 1996 gehört sie zu der Vereinigung aspei – Literatur und Kunst zwischen West und Ost.

## Buchpublikationen
- Günter Hirt / Sascha Wonders (Hg.): Kulturpalast. Neue Moskauer Poesie und Aktionskunst. Mit Tonkassette und Karteikartensammlung, Wuppertal 1984. ISBN 3-924215-70-7; ISBN 3-924215-71-5[6]
- Günter Hirt / Sascha Wonders: Moskau. Moskau. Videostücke, Wuppertal 1987. ISBN 3-924215-73-1[7]
- Hg. (zusammen mit Annette Brockhoff, Norbert Wehr, Georg Witte): Tut i tam. Hier und dort. Russische und deutschsprachige Poesie, Essen 1989.
- Günter Hirt / Sascha Wonders: Konzept – Moskau – 1985. Eine Videodokumentation in drei Teilen. Band 1: Poesie. Band 2: Aktion. Band 3: Ateliers, Wuppertal 1991. ISBN 3-924215-75-8 (Poesie); ISBN 3-924215-76-6 (Aktion); ISBN 3-924215-77-4 (Ateliers)
- Günter Hirt / Sascha Wonders (Hg.): Lianosowo. Gedichte und Bilder aus Moskau. Mit Tonkassette und Fotosammlung, München 1992. ISBN 978-3-922698-27-2[8]
- Hg.: Videoteka Muzeja MANI. Katalog 1989–1992. Mit Videokassette, Moskau 1996.
- Günter Hirt / Sascha Wonders (Hg.): Präprintium. Moskauer Bücher aus dem Samizdat. Mit Multimedia CD, Bremen 1998. ISBN 3-86108-534-8
- Hg. (zusammen mit Hans Günther): Sovetskaja vlast’ i media [Sowjetmacht und Medien], St. Petersburg 2006. ISBN 5-7331-0335-3[9]
- Hg. (zusammen mit Wolfgang Beilenhoff): Der gewöhnliche Faschismus. Ein Werkbuch zum Film von Michail Romm unter Mitwirkung von Maja Turowskaja / Drehbuchautorin des Films, Berlin 2009. ISBN 978-3-940384-12-6
- Kollektivnye dejstvija [Kollektive Aktionen] (Andrej Monastyrskij, Nikolaj Panitkov, Igor‘ Makarevič, Elena Elagina, Sergej Romaško, Sabine Hänsgen): Poezdki za gorod [Reisen aus der Stadt] 6-11. Moskau 1990–2009, Vologda: Biblioteka Moskovskogo Konceptualizma 2009. ISBN 978-5-91967-048-3
- Sage: Um um. Stücke 1; Begegnungen. Stücke 2; Das Letzte. Stücke 3. Hg. v. Günter Hirt & Sascha Wonders, Bochum: Edition Aspei 2017. ISBN  978-3-936839-07-4 (Um Um);  ISBN 978-3-936839-08-1 (Begegnungen); ISBN 978-3-936839-09-8 (Das Letzte)[10]
- Hg. (zusammen mit Sandra Frimmel): Yuri Albert. Elitär-demokratische Kunst, Köln: Ausstellungskatalog Kunstmuseum Liechtenstein 2018. ISBN 978-3-86442-273-7
- Hg. (zusammen mit Tomáš Glanc): Poetry & Performance. Die osteuropäische Perspektive, Dresden: Motorenhalle 2019. ISBN 978-3-947103-04-1
- Doing Performance Art History. Perspectives of Actors and Observers. Edited by Sandra Frimmel, Tomáš Glanc, Sabine Hänsgen, Katalin Krasznahorkai, Nastasia Louveau, Dorota Sajewska, Sylvia Sasse. Zurich: Department for Slavic Studies, University of Zurich, 2020 (Open Apparatus Books, Volume I)[11]
- Igor Cholin: Bio-Inter-View. Eine Videoaufzeichnung von Sabine Hänsgen (= CHOLIN 100. Werkauswahl, Teil 3, mit DVD), Gestaltung: Martin Hüttel, Bochum: Edition Aspei, 2020. ISBN  978-3-936839-45-6[12]
- Günter Hirt / Sascha Wonders (eds.): Moscow Concept 1985. Video Pieces / Re-Edition, Wuppertal: Edition S Press 2021. ISBN 978-3-9823169-0-1

## Übersetzungen
- Dmitri Prigow: Der Milizionär und die anderen, Leipzig 1992. ISBN 978-3-87512-607-5
- Dmitrij A. Prigow: Fünfzig Blutströpfchen in einem absorbierenden Milieu, Augsburg 1993. ISBN 978-3-87512-607-5
- Ilja Kabakow: SHEK Nr. 8, Bauman-Bezirk, Stadt Moskau, Leipzig 1994. ISBN 3-379-01489-3
- Lew Rubinstein: Immer weiter und weiter. Aus der großen Kartothek, Münster 1994. ISBN 978-3-9801472-4-8
- Dmitrij A. Prigov: Signatur 25, Remagen-Rolandseck 1996. ISBN 978-3-926943-49-1
- Lew Rubinstein: Programm der gemeinsamen Erlebnisse. Kartothek (russisch/deutsch), Münster 2003. ISBN 3-931325-25-3
- Wsewolod Nekrassow: Ich lebe ich sehe. Ausgewählte Gedichte (russisch/deutsch). Vorwort von Eugen Gomringer, Münster 2016. ISBN 978-3-931325-45-9

## Audio-Editionen
- Dmitrij A. Prigow: Azbuki / Alphabete, Wuppertal: Edition S-Press 1989. ISBN 3-924215-74-X
- Lew Rubinstein: Lesung aus der Kartothek, München: Edition S-Press 1995. ISBN 3-922698-28-X

## Ausstellungen
- Lianosowo, Museum Bochum 1992 (zusammen mit Georg Witte).
- Präprintium. Moskauer Bücher aus dem Samizdat, Staatsbibliothek zu Berlin, Neues Museum Weserburg Bremen 1998 (zusammen mit Georg Witte).
- Samizdat. Alternative Kultur in Zentral- und Osteuropa: Die 60er bis 80er Jahre, Akademie der Künste Berlin 2000 (gemeinsam mit Wolfgang Eichwede, Ivo Bock und Wolfgang Schlott).
- Subversive Praktiken. Kunst unter Bedingungen politischer Repression 60er–80er / Südamerika / Europa, Württembergischer Kunstverein Stuttgart 2009 (Idee, Konzept: Iris Dressler, Hans D. Christ).[13][14]
- The Track: Virtuosen der Täuschung (zusammen mit Mirjana Peitler-Selakov), steirischer herbst (Graz) & kultur.at: verein für medienkultur (Gleisdorf), Galerija Treći Beograd (Belgrad) 2010–2011.
- PRIGOV. Die Textarbeiten des Dmitrij Aleksandrovič, Weserburg – Museum für moderne Kunst, Bremen, Kulturzentrum der Minoriten, Graz 2010–2011.
- Yuri Albert. Fragen der Kunst : Moskauer Abstimmung, Weserburg – Museum für moderne Kunst, Bremen 2014.
- Havel - Prigov and Czech Experimental Poetry, The Museum of Czech Literature (MCL), Star Summer Palace, Prague 2016 (zusammen mit Tomáš Glanc und Petr Kotyk).
- Poetry & Performance: The Eastern European Perspective (zusammen mit Tomáš Glanc, Daniel Grúň u. a.), Žilina: Nová synagóga 2017, Cultural Center of Belgrade: Podroom 2018, Zürich: Shedhalle 2018, Dresden: Motorenhalle 2019, Wroclaw Contemporary Museum 2020, Regional Gallery Liberec 2020/2021, Kassák Museum Budapest 2021, Dnipro Center for Contemporary Culture / Kultura Medialna 2021/2022.[15][16][17][18][19]